# Suidheachan

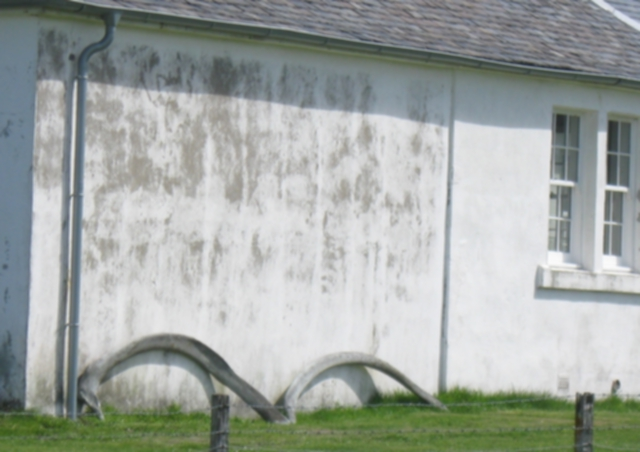
Suidheachan

Suidheachan ist eine Villa auf der schottischen Hebrideninsel Barra. 1983 wurde Suidheachan in die schottischen Denkmallisten in der Kategorie B aufgenommen.
Das Gebäude liegt auf der fruchtbaren Machair am Beginn der Landenge im Süden der Halbinsel Eoligarry unweit des Flughafens von Barra. Es wurde im Jahre 1935 für Compton Mackenzie errichtet. Später wurden die Räume von Suidheachan zur Verarbeitung von Muscheln genutzt. Stewart Tod ließ das Gebäude 1999 restaurieren und nutzt es seitdem wieder als Wohnraum.

## Beschreibung
Suidheachan weist grob einen asymmetrisch H-förmigen Grundriss auf. Das durchgängig einstöckige Gebäude besteht aus Backstein, der mit weißem Harl verputzt ist. Es schließt mit schiefergedeckten Walm- oder Satteldächern ab. Die Schornsteine sind mit Gesims gearbeitet. Im Westen erstreckt sich der längste Gebäudeteil, der beidseitig von orthogonal verlaufenden Flügeln flankiert wird, die in westlicher Richtung ein kurzes Stück darüber hinausragen und so den H-förmigen Grundriss bilden. Am Ende des südöstlichen Flügels geht ein kurzer, parallel zum Hauptflügel verlaufender Gebäudeteil mit großen Dachfenstern ab. An allen Gebäudeteilen sind Zwillingsfenster verbaut. Ungewöhnlich erscheint die landseitige Ausrichtung der zentralen Räume, wo sich ein Ausblick über typische Landschaften ohne Besonderheit bietet. In östlicher Richtung böte sich hingegen ein Panorama über die Inseln Gighay und Hellisay und in der Ferne Rùm und Canna.